# Máy bay tiện ích

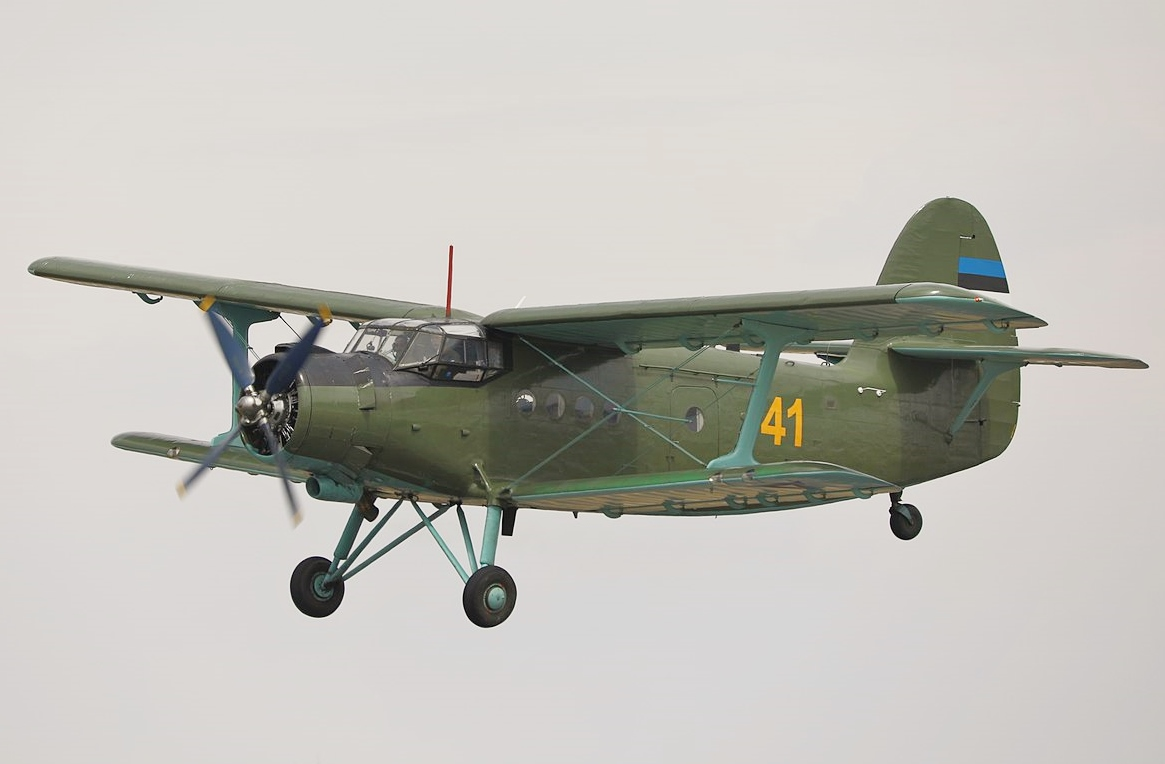
Antonov An-2, một loại máy bay tiện ích được sử dụng rộng rãi

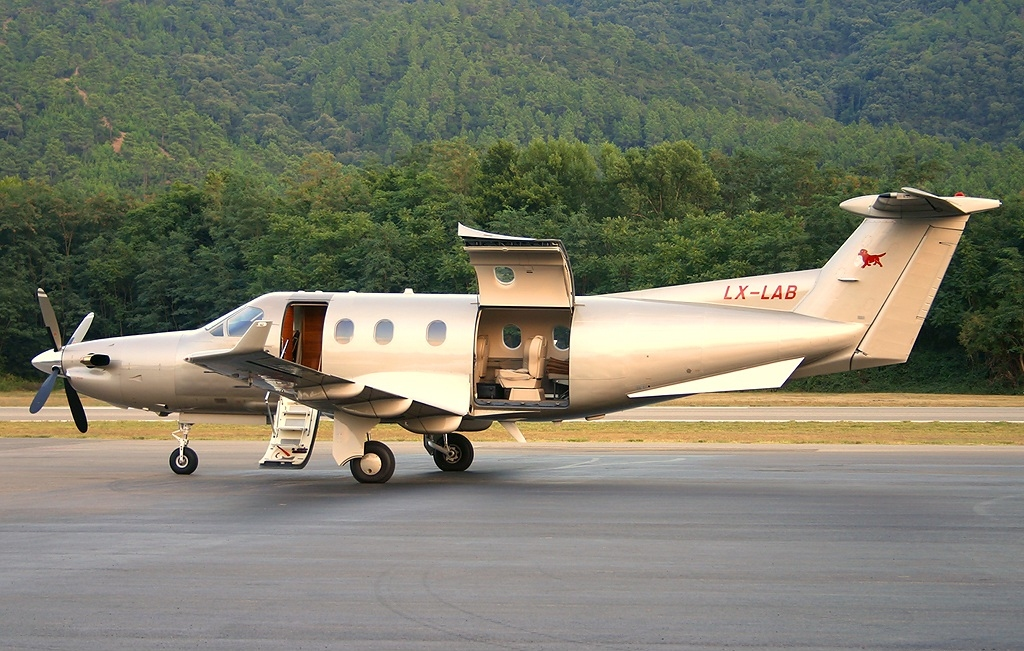
Máy bay tiện ích động cơ tua bin cánh quạt Pilatus PC-12

Máy bay tiện ích là loại máy bay hạng nhẹ đa năng hoặc trực thăng đa năng thường được sử dụng để vận chuyển người, hàng hóa hoặc các loại vật tư khác, ngoài ra còn có thể sử dụng cho những nhiệm vụ mà không cần hoặc bị thiếu máy bay chuyên dụng phù hợp.
Thuật ngữ máy bay tiện ích cũng có thể đề cập đến loại máy bay được cấp chứng nhận theo quy định của Mỹ, Canada, Châu Âu hoặc Úc. Chứng nhận này gọi là Máy bay Hạng Tiện ích, cho phép thực hiện các màn nhào lộn trên không có giới hạn. Các thao tác bay được phê duyệt gồm: bay kết hợp quay đầu 180° và tăng độ cao (chandelle), bay dạng một nửa số tám (lazy eight), bay xoay tròn xoắn lò xo từ trên xuống (spin) và bay rẽ cua dốc (steep turn) với độ nghiêng hơn 60°.